# Godello
La godello és una varietat vinífera blanca de vinya autòctona de Galícia. Actualment s'està recuperant el seu conreu, després d'haver estat oblidada per culpa de la tràgica plaga de la fil·loxera i les noves replantacions amb varietats d'altres zones. Es creu que el raïm gouveio, que es troba sobretot a la regió de Trás-os-Montes, Portugal, és la mateixa varietat.

## Història
Aquesta varietat ja fou esmentada per alguns autors dels segles XVI, XIII i XIX. Les vinyes més antigues que hi ha d'aquesta varietat foren plantats a la comarca gallega de Valdeorras en 1885 pel viticultor José Ramón Gayoso. Quan Ramón Gayoso plantava els seus vinyers amb la varietat, autòctona de Galícia, la resta de viticultores optava per plantar varietats estrangeres després de la plaga de fil·loxera. En l'actualitat, la godello és el raïm més important de la Denominació d'Origen (DO) Valdeorras.

## Regions
La godello està present a Galícia des d'O Rosal, a Pontevedra, fins a Valdeorras, a Ourense, i en menor mesura, a Castella i Lleó. A Galícia, és més abundant en la DO Valdeorras, on les plantacions han augmentat després d'un període de declivi. El total de les plantacions espanyoles de godello era de 880 ha en 2004 y de 1153 ha en 2008. El clima singular de l'alta vall del riu Sil, entre mediterrani i atlàntic, permet aquesta varietat desenvolupar tot el seu potencial.
En 2016 hi havia 2.050 ha a Portugal (on és coneguda com a gouveio) i 1.194 ha a Espanya. A Portugal les plantacions estan concentrades la regió de Trás-os-Montes, on suposen el 60% de les vinyes.

## Viticultura
La seva època de desborrament és precoç i és una varietat de maduració molt primerenca. Té un vigor mitjà-alt i un port alçat. La vinya té una fertilitat elevada. És més productiva que l'albariño.
Precisa una poda mitjana. És apta per a terrenys secs. És molt poc sensible a la botrytis i té una sensibilitat mitjana al míldiu i al oïdium.

## Vins
Produeix vins monovarietales amb una acidesa i un nivell d'alcohol mitjà-elevat. Té un gust suaument melós i una amargor elegant. En 2011 Jay Miller de Parker va donar 90 punts a un vi de godello de 2010 anomenat Rúa. Això va fer que la godello podia produir exemplars a l'altura dels millors vins de la DO Rías Baixas. Aquests vins poden fermentar-se i criar-se en barriques de roure, podent desenvolupar aromes més complexes, de fruites i florals, i notes de gust d'ametlles.

## Origen i sinònims
La gouveio portuguesa analitzada és un encreuament entre savagnin i castellana blanca. Els sinónims d'aquesta gouveio són: godello, godella, agodello, agodenho, agudanho, agudelha, agudelho, agudello, agudelo, agudenho, berdello, cumbrao, godelho, godenho, godilho, gouveio branco, gouveio real, guveio, guvejo, ojo de gallo, prieto picudo blanco, quveyo, trincadente, verdeiho, verdeleu, verdelho, verdelho branco,verdelho de madeira, verdelho do dao, verdelho du dao i verdello.